# 战斗社会主义运动
战斗社會主義運動（英語：Militant Socialist Movement，缩写为MSM）是模里西斯的一個中間偏左政黨，成立於1983年4月8日。

## 简介
战斗社會主義運動主張民主社會主義，是模里西斯國民議會中席位最多的政黨，在2019年模里西斯大選獲得模里西斯國民議會69個席位中的42個席位 。
战斗社會主義運動是模里西斯三大政黨之一，另外兩個是工黨以及毛里求斯战斗运动。